# Штурм, Петер
Петер Штурм (нем. Peter Sturm, урожд. Josef Michel Dischel; 24 августа 1909, Вена — 11 мая 1984, ГДР) — австрийский коммунист, актёр театра и кино ГДР. Лауреат Художественной премии ГДР (1961).

## Биография
Родился 24 августа 1909 года в Вене в еврейской семье портного. Отец умер, когда мальчику было шесть лет. Вначале был учеником в торговой лавке, затем работал радиомехаником. Решив стать актёром, брал уроки у Рауля Аслана (Raoul Aslan). Взял сценический псевдоним Петер Штурм.
В 1928 году в возрасте 19 лет вступил в Социал-демократическую партию Австрии, позже стал активным членом Коммунистической партии Австрии, которая в 1933 году была запрещена правительством Энгельберта Дольфуса, вставшим на путь фашизации страны. В 1935 году был обвинён в государственной измене и полтора года провёл в тюрьме.
После освобождения работал актёром в Brettl am Alsergrund, политическом, левого толка кабаре в венском районе Альзергрунд, под управлением Леона Аскина, где в то время работал коммунистический драматург Юра Зойфер.

### В годы войны
В мае 1938 года, после Аншлюса, был арестован и как австрийский политзаключенный отправлен в концлагерь Дахау, в августе переведён в концлагерь Бухенвальд. В апреле 1939 года был освобожден и покинул Германию. Эмигрировал в Италию, затем во Францию, жил в Марселе. После захвата Франции нацистами был интернирован, но бежал. В августе 1942 года арестован и департирован в концлагерь Дранси, откуда отправлен в Освенцим. Мать Питера Штурма погибла в Освенциме. В январе 1945 года заключенные были маршем смерти переведены в Бухенвальд, сохранился отчёт Штурма о марше, написанный вскоре после прибытия в Бухенвальд. В концлагере вступил в подпольную организацию коммунистов, был членом отряда Роберта Зиверта. Участник восстания 11 апреля 1945 года.

### После войны
После войны вернулся в Вену, где возобновил актёрскую карьеру вначале на сцене Театра в Йозефштадте, а позже присоединился к актёрскому составу основанного в 1948 году вернувшимися в Вену коммунистами театру de:Scala Wien, расположенном в 4-м городском районе Вены Виден, входящем в советский сектор оккупированной Вены. После ухода Советского Союза из Австрии театр остался без финансовой и политической поддержки и был закрыт. Отмечалось, что помимо принятия коммунистической и просоветской линии, театр открыто бросил вызов запрету в Австрии, введённому на пьесы Бертольта Брехта — журналисты Фридрих Торберг и Ганс Вайгель, оба яростных оппонента драматурга, призывали к закрытию театра с начала 1950-х годов.
В 1956 году с несколькими другими актёрами театра эмигрировал в ГДР, поселился в Восточном Берлине, где режиссёр Вольфганг Лангхофф взял его в регулярный состав Немецкого театра.
Дебютировав в кино в 1956 году в экранизации оперетты Гаспароне, имел долгую карьеру киноактера на студиях DEFA и DFF в Восточной Германии.

## Роль Августа Розе
В 1960 году исполнил в телеспектакле Немецкого телевидения по роману Бруно Апица «Голый среди волков» роль Августа Розе — узника Бухенвальда, предающего своих друзей.
За исполнение роли Штурму в 1961 году была присвоена Художественная премия ГДР.
В 1962 году сыграл эту роль в киноэкранизации романа, но был сильно подавлен работой над ролью и тяжело заболел. Когда через год ему предложили снова сыграть эту роль — он отказался.
До конца дней участвовал во всех мероприятиях, посвящённых памяти жертв Бухенвальда.

## Фильмография
Снялся в более чем пятидесяти фильмах и телевизионных постановках.

### Избранная фильмография
- 1961 — Профессор Мамлок — доктор Хирш
- 1963 — Голый среди волков — Август Розе
- 1966 — Живой товар  — Малманн
- 1971 — Освобождение — генерал-полковник Вальтер Модель
- 1974 — Якоб-лжец — Шмидт

Также работал как актёр дубляжа, в частности озвучил главную роль фильма «Безмолвная звезда».
Участвовал в радиопостановках «Радио ГДР».